# Ван Юэгу
Ван Юэгу́ (кит. упр. 王越古, пиньинь Wáng Yuègǔ, род. 10 июня 1980, Аньшань) — сингапурская спортсменка, серебряный призёр Олимпиады-2008 по настольному теннису, чемпионка мира 2010 года.
Ван Юэгу родилась в Аньшани провинции Ляонин (КНР). В 2004 году переехала в Сингапур и получила сингапурское гражданство.
В 2008 году Ван Юэгу вместе с Ли Цзявэй и Фэн Тяньвэй представляла Сингапур на Олимпийских играх в Пекине, и женская сборная Сингапура по настольному теннису завоевала серебряную медаль, уступив лишь сборной КНР, а в 2010 году сингапурки выиграли Командный чемпионат мира по настольному теннису в Москве.